# Вулиця Годованця (Львів)
Ву́лиця Годованця — вулиця у Залізничному районі міста Львова, в місцевості Сигнівка. Сполучає вулиці Мостову та Сигнальну. Неподалік проходить залізнична лінія Львів—Чернівці. 

## Історія
Виникла у першій третині XX століття у складі передміського селища Сигнівка. Після входження селища до меж міста 11 квітня 1930 року, вулиці колишнього села були перейменовані або ж новоутвореним вулицям надавалися певні назви. Так, у 1934 році вулиця отримала назву Мостова бічна. Ця назва збереглася до 1993 року, коли вулицю було перейменовано на пошану українського письменника-байкаря Микити Годованця.

## Забудова
Вулиця Микити Годованця забудована одно- та двоповерховими приватними житловими будинками 1930—2000-х років.